# Lega delle Sei Città dell'Alta Lusazia
La Lega delle sei città dell'Alta Lusazia (in tedesco: Oberlausitzer Sechsstädtebund) fu un'alleanza storica di sei città della regione dell'Alta Lusazia. Le città erano Bautzen, Görlitz, Zittau, Kamenz, Löbau, e Lubań (Lauban in tedesco). Le prime cinque erano situate in Germania, mentre l'ultima fa oggi parte della Polonia, ed è conosciuta come Lubań. La lega operò tra il 1346 e il 1815.

## Fondazione
Per mantenere la pace e l'ordine nell'Alta Lusazia, le sei città di Bautzen, Görlitz, Kamenz, Lubań, Löbau e Zittau, si unirono con un contratto di protezione reciproca il 21 agosto 1346. Agli inizi, il patto era mirato alla protezione contro i cavalieri erranti e altri guerrieri vaganti per la zona. Nei secoli successivi, l'unione delle città influenzò la storia dell'Alta Lusazia in modo proficuo, molto più di ogni altra lega di città tedesche. L'unione delle città fece innalzare considerevolmente la loro influenza politica e la visibilità delle stesse. È forse possibile che la formazione dell'unione sia stata incoraggiata e aiutata da Carlo IV, re del Sacro Romano Impero, per controbilanciare il potere della nobiltà campagnola.

## Status di città nella Lega

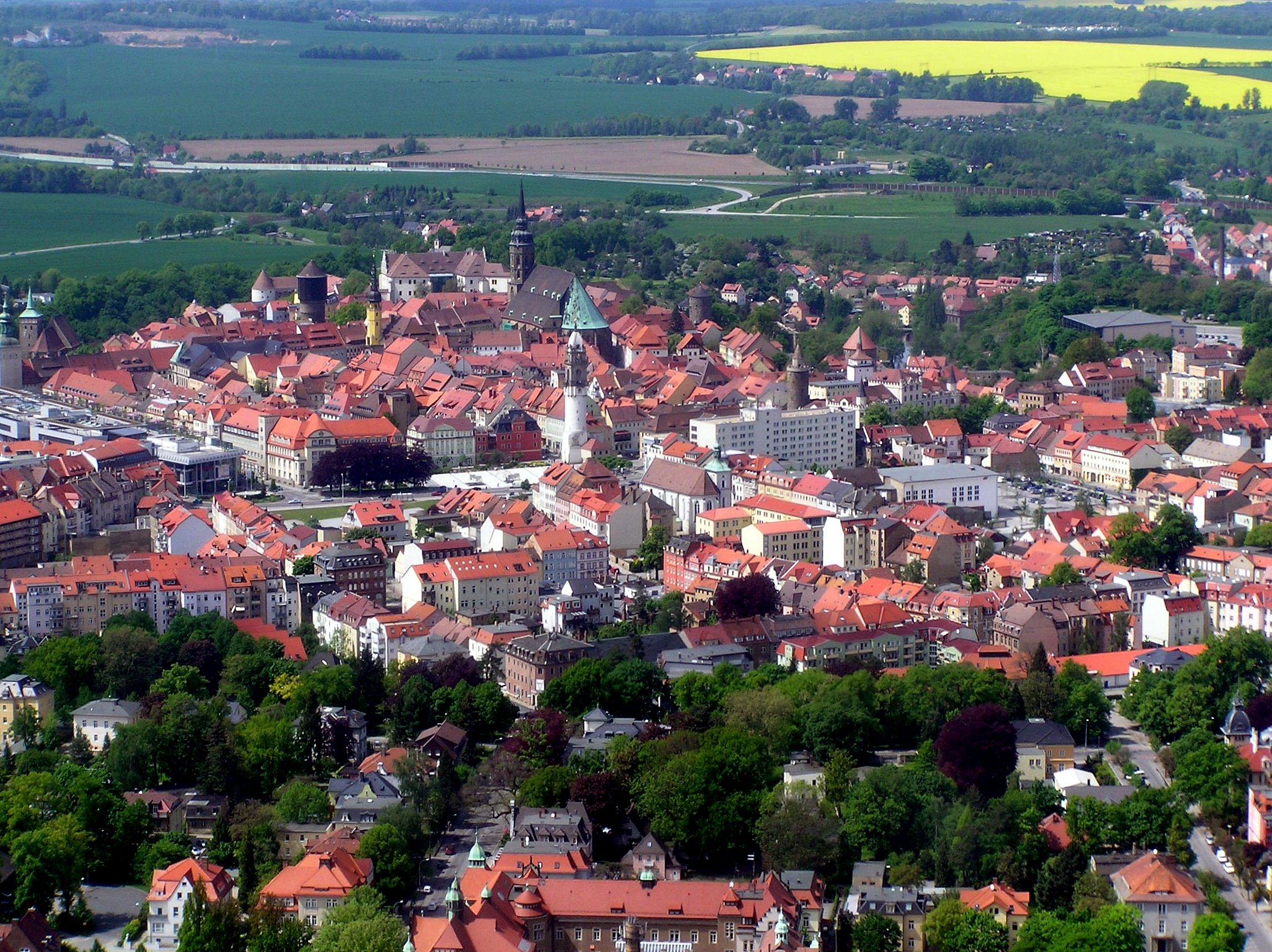
Foto dall'alto di Bautzen

Diversamente da situazioni simili nell'Alta Slesia del tempo, non c'era una città dominante della lega, anche se prima del XII secolo la città di Bautzen funse da sede ancestrale del clan dei Milceni, un'antica tribù slava occidentale. Anche se Bautzen funse da centro amministrativo della lega, e Görlitz fu per svariati secoli la città più popolata e importante, le differenze tra le varie città non furono mai così grandi da determinare la dominazione di una sulle altre. All'interno della lega c'era una divisione tra "grandi città" (Bautzen, Görlitz e Zittau), e "piccole città", (Kamenz, Lauban e Löbau). Agli inizi, comunque, tutte e sei le città erano nella stessa posizione.
Anche così, ci furono conflitti interni alla lega. Siccome Bautzen fungeva da centro amministrativo e capoluogo della lega, aveva la prima parola nel consiglio locale, oltre a diversi altri diritti e privilegi. Bautzen si riservava il potere di firma per la lega sui documenti legali, e si riservava il diritto di aprire tutta la corrispondenza ufficiale della lega. Tra gli altri privilegi speciali di Bautzen, in qualità di centro amministrativo, c'era quello di essere la sede del rappresentante del re presso la lega, combinando così in città i poteri militare, amministrativo e reale. Ciò provocò conflitti con Görlitz, specialmente perché questa si era rapidamente e inequivocabilmente segnalata come capoluogo economico della lega. Görlitz ottenne questa posizione di superiorità economica essendo più facilmente raggiungibile dal traffico locale e sfruttò i vantaggi che ne derivavano. Con il passare del tempo, Görlitz esercitò un potere sempre maggiore all'interno della lega, anche se Bautzen ne rimase il centro amministrativo.
Nei primi anni della lega, anche Zittau ospitò un rappresentante del re, ma lo perse nel 1412. Comunque, il potere garantito dall'ospitare un rappresentante reale rese la città abbastanza benestante, al punto che di tanto in tanto Zittau era la seconda città più ricca della lega, relegando Bautzen al terzo posto. Le altre tre città, Löbau, Lauban e Kamenz, erano economicamente più deboli e quindi meno interessate alla loro posizione all'interno della lega. Quando si verificavano conflitti tra le città della lega, Kamenz si schierava più spesso con Bautzen e Lauban con Görlitz, in accordo con la loro posizione geografica. Löbau era la città più debole in termini di potere economico o militare, ma si trovava nel mezzo della regione e vi si tenevano spesso dei consigli di conciliazione tra Bautzen e Görlitz.

### Soprannomi
Poiché le città rimasero insieme abbastanza bene, nonostante la reciproca competizione economica, ciò permise alla lega di durare per lungo tempo. Nonostante ciò, vi furono naturalmente momenti di disaccordo e discordia all'interno della lega. In questi periodi, le città avevano dei soprannomi per i residenti delle altre. Gli abitanti di Görlitz venivano chiamati "volta cappelli", quelli di Zittau "spingi mucche", quelli di Bautzen "scippa gatti", quelli di Kamenz erano soprannominati schnüffler (che "tirano su col naso"), quelli di Lauban "mangia cipolle" e i cittadini di Löbau venivano chiamati "pittori di cavoli".
Comunque, non tutta la comunicazione intercittadina era negativa. Le città avevano anche una reputazione positiva. La gente di Zittau era indicata come educata, quella di Görlitz era nota come onesta, quella di Bautzen come ben intenzionata, i residenti di Lauban erano noti come industriosi e quelli di Löbau avevano la reputazione di essere abili con il denaro.

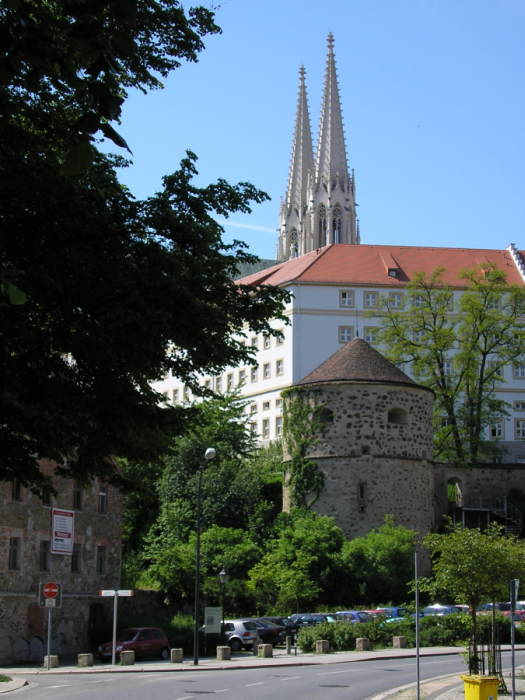
Torri della chiesa a Görlitz.

## Storia
L'apice del potere e dell'influenza della lega si ebbe nei suoi primi due secoli di esistenza. In questo periodo, la lega fu la principale forza politica dell'Alta Lusazia e fu in grado di superare i possidenti locali in termini di potere. Nel 1547, le ricadute della guerra di Smalcalda, quando il Sacro Romano Imperatore Ferdinando I combatté contro una lega di città protestanti (la Lega di Smalcalda), indebolì notevolmente la lega. La Lega delle Sei Città dell'Alta Lusazia si schierò con la Lega di Smalcalda, poiché essendo una lega di città, condividevano la stessa forma di governo. L'imperatore punì seriamente la Lega delle Sei Città per questo. Infatti, anche se le città furono in grado di consolidare nuovamente la loro posizione, il loro potere politico non fu mai più forte come in precedenza.

### Sistema legale
Il sistema giuridico nella lega era principalmente in mano al rappresentante del re per l'Alta Lusazia. Egli capeggiava una corte chiamata Voigtsding. In essa comparivano possidenti, contadini e cittadini, anche se il clero era esentato dai suoi procedimenti. Con il passare del tempo, la lega riuscì a separare alcuni aspetti del sistema giuridico. Ciò venne ottenuto inizialmente stabilendo una corte separata per i cittadini e in seguito con una corte per i contadini in ogni area municipale. Cavalieri e possidenti potevano essere giudicati anche nelle corti municipali. Le corti processavano anche casi riguardanti crimini che si erano svolti su strade di campagna esterne alle città.

### Rottura della lega
Dopo il Congresso di Vienna del 1815, la Lusazia venne divisa. Görlitz e Lauban vennero cedute alla Prussia, ponendo fine ai quasi 500 anni di esistenza della Lega delle Sei Città. Le quattro città restanti rimasero in una "lega delle quattro città", che però ebbe fine nel 1868.

## Seconda fondazione
Il 21 giugno 1991, nel 770º anniversario della fondazione di Löbau, la lega venne risuscitata. Comunque, ci sono ora sette città, poiché la parte orientale di Görlitz, sul lato est del Neisse, è diventata la città polacca di Zgorzelec. La lega non ha più alcun potere politico e funziona come consiglio per la promozione turistica.
| Controllo di autorità | VIAF (EN) 146285371 · GND (DE) 2169329-8 |